# Chabèrt de Barbairan

Escut de Chabèrt de Barbairan

Chabèrt de Barbaira (en català Jasbert de Barberà), fou un militar occità faïdit nascut a Barbairan en el si d'un llinatge nobiliari càtar. El 1229 participà en la Croada contra Al-Mayûrqa. Senyor de Puillorenç i Querbús, anomenat "el lleó de combat", és un dels darrers nobles càtars.

## Orígens i Croada Albigesa
Jasbert nasqué el 1185 al castell d'Alaric, prop de Carcassona, als peus de la muntanya que duu aquest nom i on jeuen, segons la llegenda, les cendres del rei got Alaric II. Era fill de Guillem de Jasbert de Barbairan i de la senyora de Cabanac.
El 1209, el castell d'Alaric fou conquerit pels croats de la croada albigesa. Jasbert aconseguí reprendre el castell, però, el va perdre novament aquell mateix any. Gairebé un any després, el gener de 1210, va atacar i prendre el castell de Montlaur, tanmateix, per la Pasqua l'havia perdut novament davant dels croats.
Jasbert es va veure forçat a convertir-se en faïdit. Va entrar al servei de Ramon VI de Tolosa que en aquell moment dirigia la lluita contra els invasors, liderats per Simó de Montfort. Va prendre part al setge de Tolosa del 1218, on morí aquest últim, i a la batalla de Basièja el 1219.

## Al Rosselló i a Mallorca
Uns anys després es troba a Jasbert de Barberà al servei de Nunó Sanç I de Roselló i Cerdanya, com a comandant de la guarnició de Perpinyà, vila que defensa contra els atacs de Guillem II de Montcada i de Bearn. A la cort de Nunó Sanç, va conèixer Oliver de Tèrme i Ramon de Trencavell, ambdós, com ell, cavallers faïdits del Llenguadoc.
Nunó Sanç, entre 1229 i 1231, prengué part en l'expedició contra els sarraïns de Mallorca dirigida pel rei Jaume I el Conqueridor. En aquesta expedició es va distingir per la seva experiència i el seu coratge. Lluità al costat del rei a la batalla de Portopí (13 de setembre del 1229) i és anomenat en les cròniques com a constructor de màquines de guerra en el setge a la ciutat de Mallorca.
Fou recompensat amb terres al Rosselló i la Fenolleda (castell de Puillorenç) i el 1233 es casà amb Sibil·la Parcols. La parella va tenir una filla i un fill.

## Les revoltes del Llenguadoc
El 1240, Jasbert de Barberà es va unir a Oliver de Tèrme i Ramon de Trencavell per tal de recuperar l'herència paterna d'aquest darrer a Carcassona. Pel camí prengueren les fortaleses d'Aguilar i Montreal i destruïren l'abadia de Montoliu. El 9 de setembre, posaren setge a la vila de Carcassona, però, hagueren d'aixecar-lo degut a l'arribada de les tropes del rei de França.
El 1242, Jasbert de Barberà recolzà la revolta de Ramon VII de Tolosa, que també volia recuperar la seva herència. Però, Ramon es va rendir a l'autoritat reial abans de la batalla i Barberà va tornar al Rosselló. Poc després l'Església va fer pública la seva excomunió.

## La darrera batalla
El 1247 el Papa va aixecar l'excomunió de Barberà mitjançant la intercessió de Ramon de Penyafort. Això permeté una reconciliació amb l'Església, però no pas amb França. Al contrari que el seu antic company d'armes, Oliver de Tèrme, que el 1245 s'havia sotmès al rei de França i al seu retorn de Terra Santa, el 1255, participà activament en l'establiment de la dominació francesa del Llenguadoc.
Els dos es convertiren en enemics mortals. L'enemistat culminà al setge del castell de Querbús, defensat per Barberà i que des de la caiguda de Montsegur, onze anys abans, era considerat el darrer bastió dels càtars. El castell fou conquerit i Barberà el va haver d'abandonar a canvi de la seva llibertat.
Després del tractat de Corbeil, on hom cedí la Fenolleda al regne de França, Barberà tornà al Rosselló. Es casà per segona vegada i la seva dona, Esclarmonda de Conat va tenir dos fills. El darrer cop que apareix a les cròniques és a les noces del futur rei de Mallorca, Jaume II amb Esclarmonda de Foix, que van tenir lloc a Perpinyà el 12 d'octubre de 1272. Tres anys després moria, probablement en aquesta mateixa ciutat, a l'edat extraordinària de noranta anys.

## Literatura
- Jordi Costa i Roca: Xacbert de Barberà, lleó de combat (1185-1275) - Biografia. Llibres del Trabucaire, 1989. ISBN 2-905828-18-8
- Jaume Clotet: El càtar proscrit.- Novel·la històrica, 2016.